# Posse de George W. Bush em 2005
A segunda posse de George W. Bush como o 43º Presidente dos Estados Unidos aconteceu em uma quinta-feira dia 20 de janeiro de 2005. A posse marcou o início do segundo mandato de George W. Bush como presidente e Dick Cheney como vice-presidente.O Chefe de Justiça William Rehnquist administrou o último juramento de posse antes de sua morte em setembro de 2005.O público  na presente foi em cerca de 100.000, 300.000   ou 400.000.

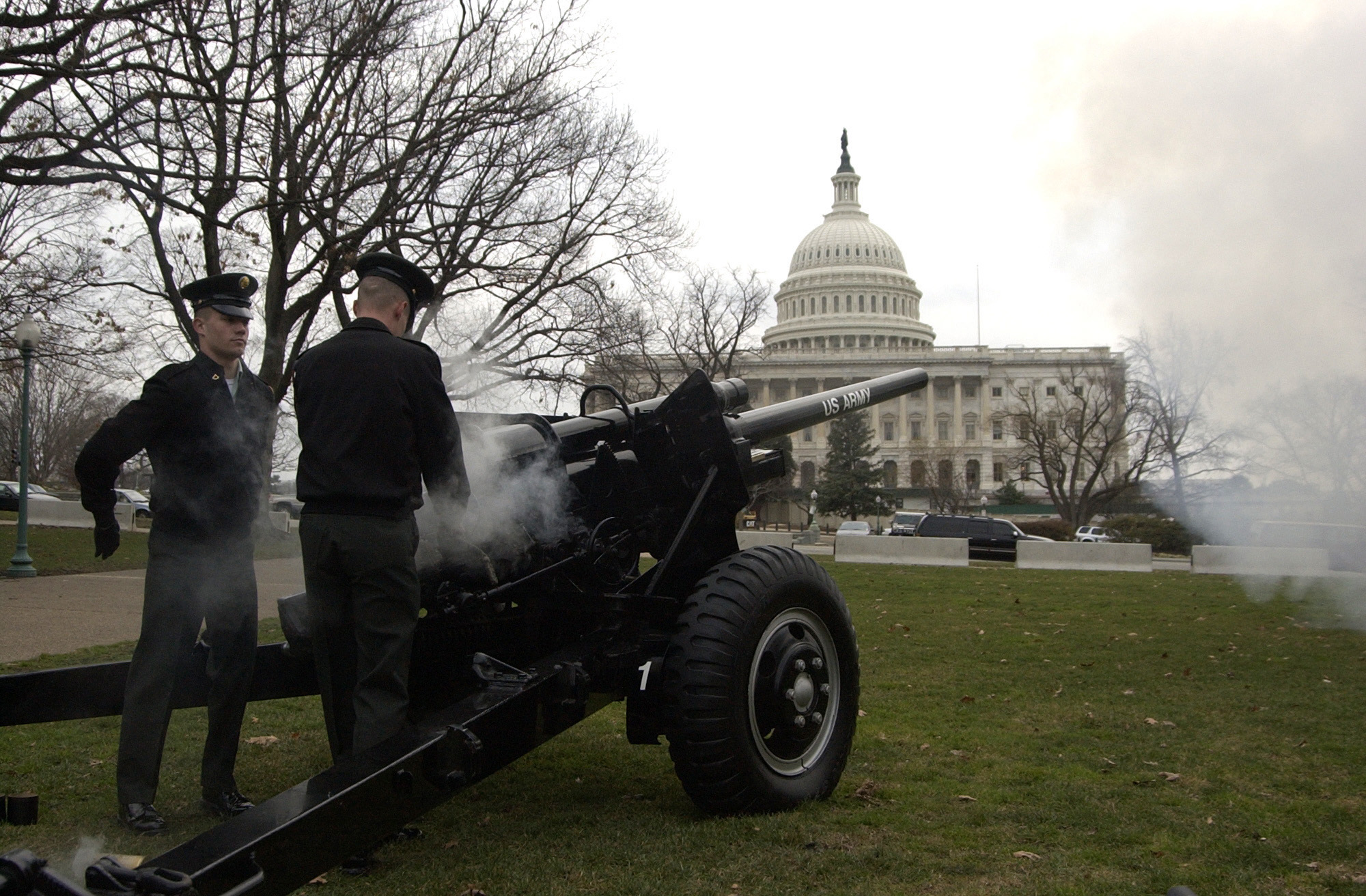
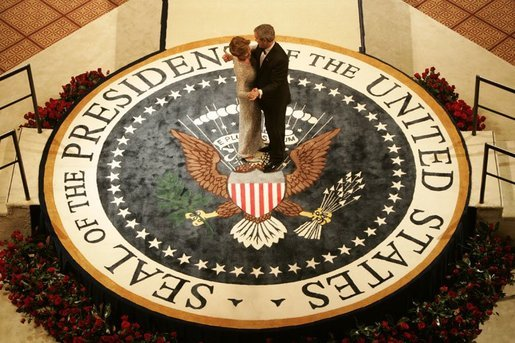
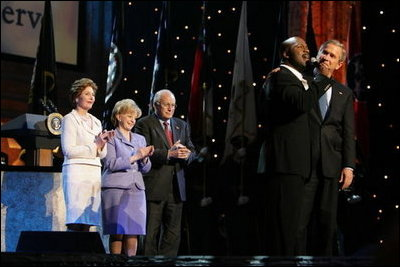
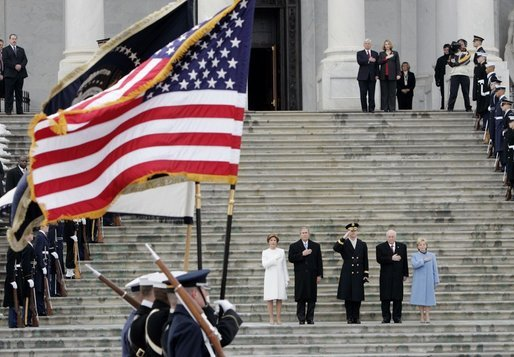
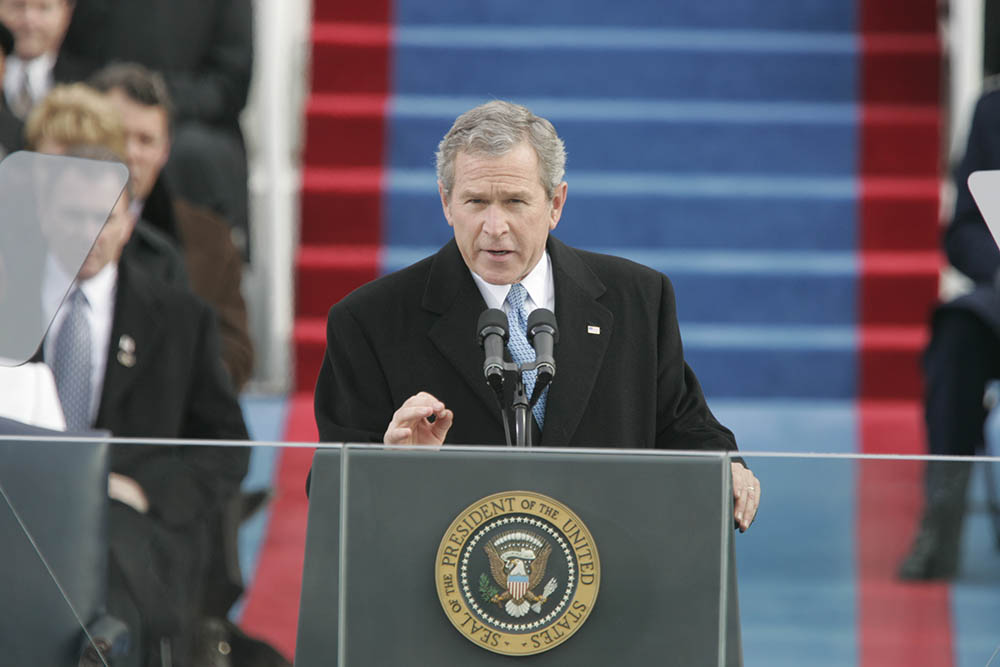
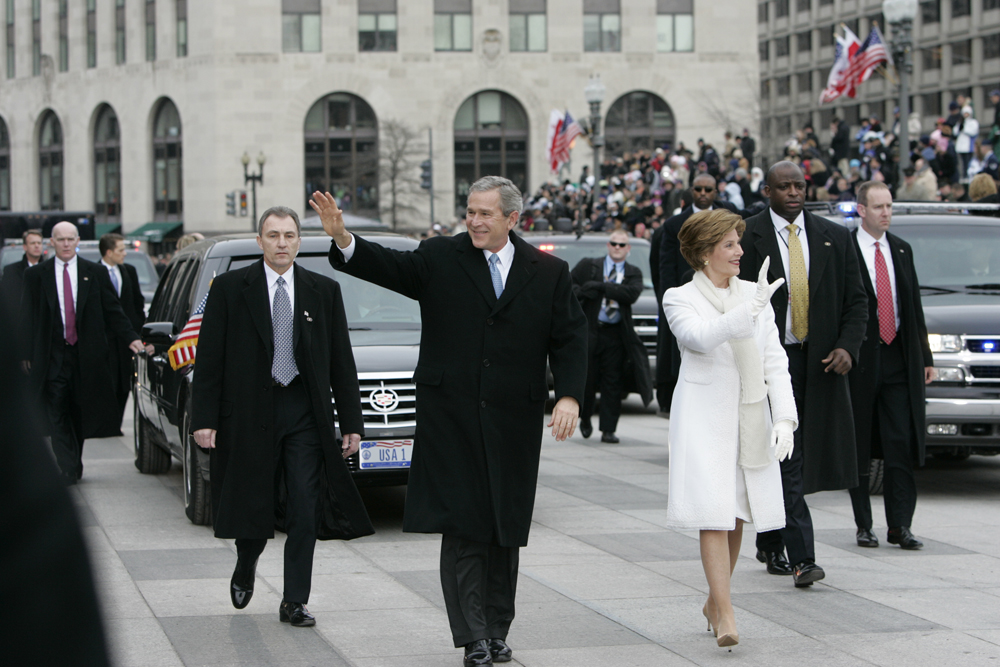
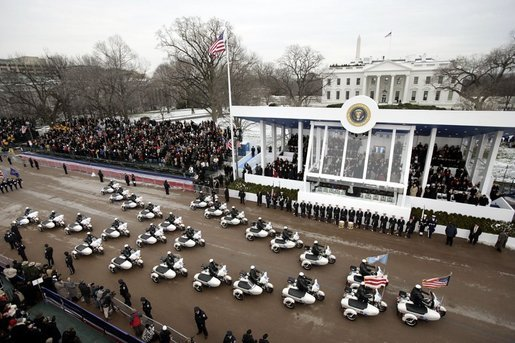
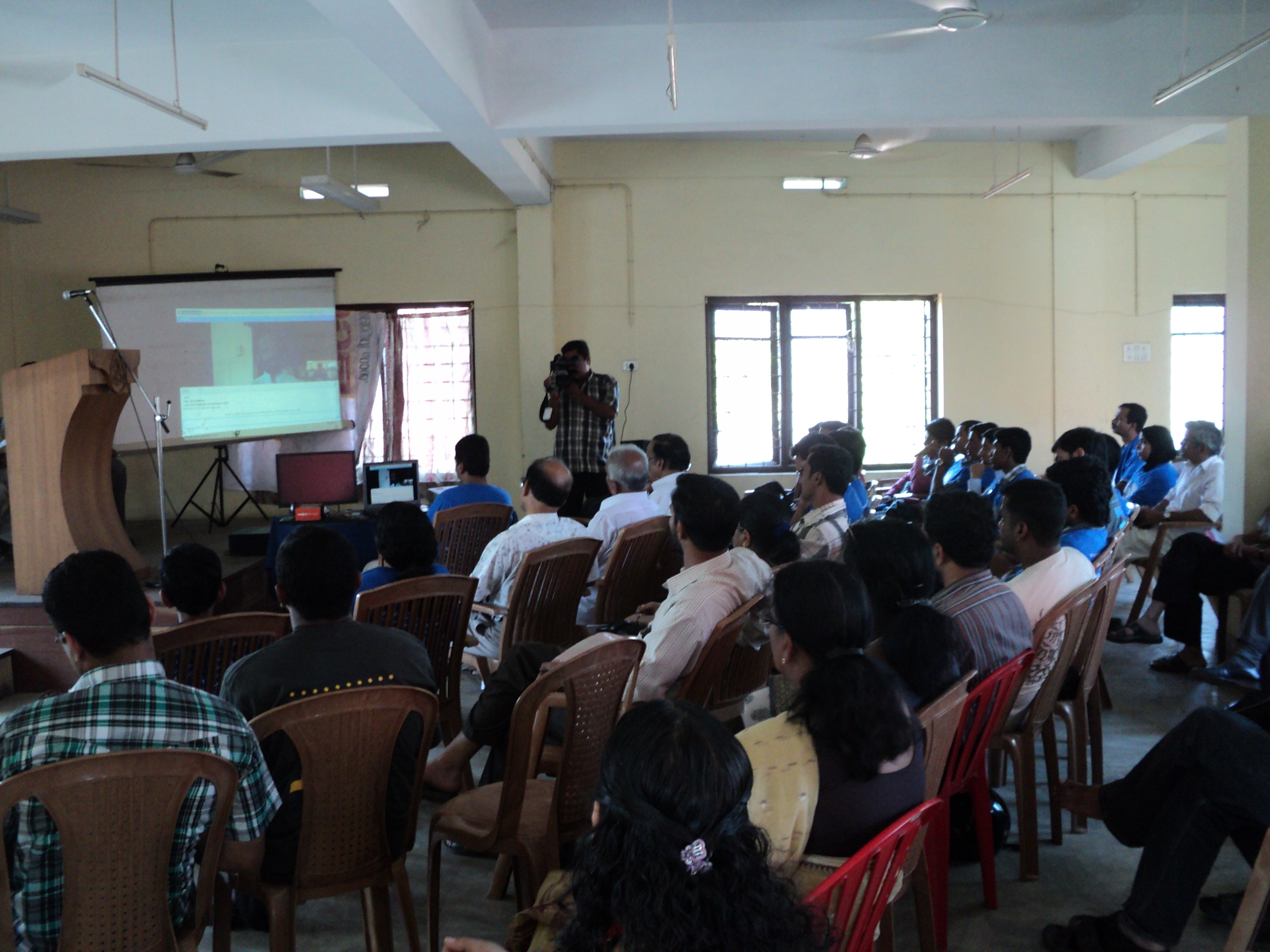
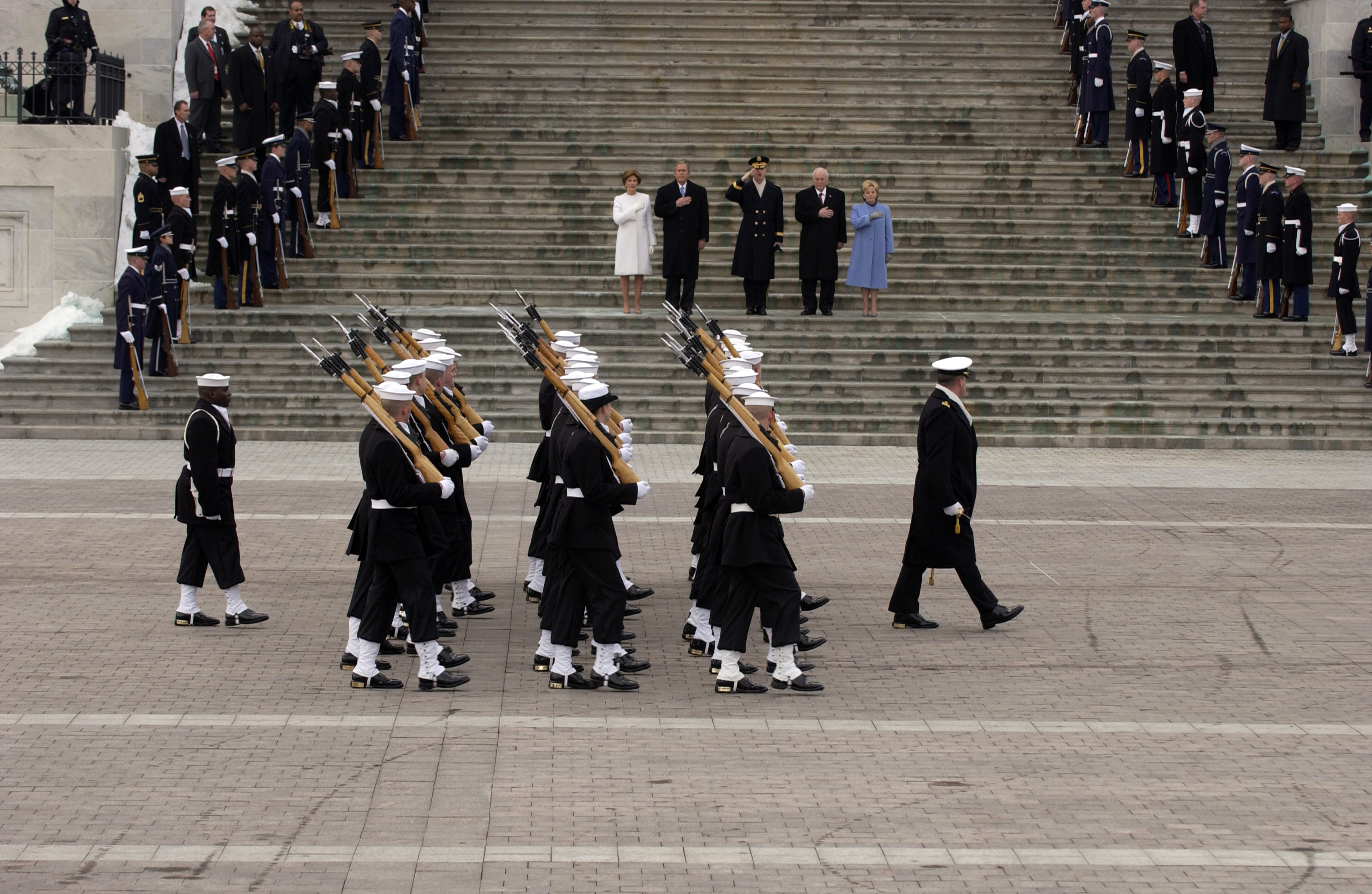
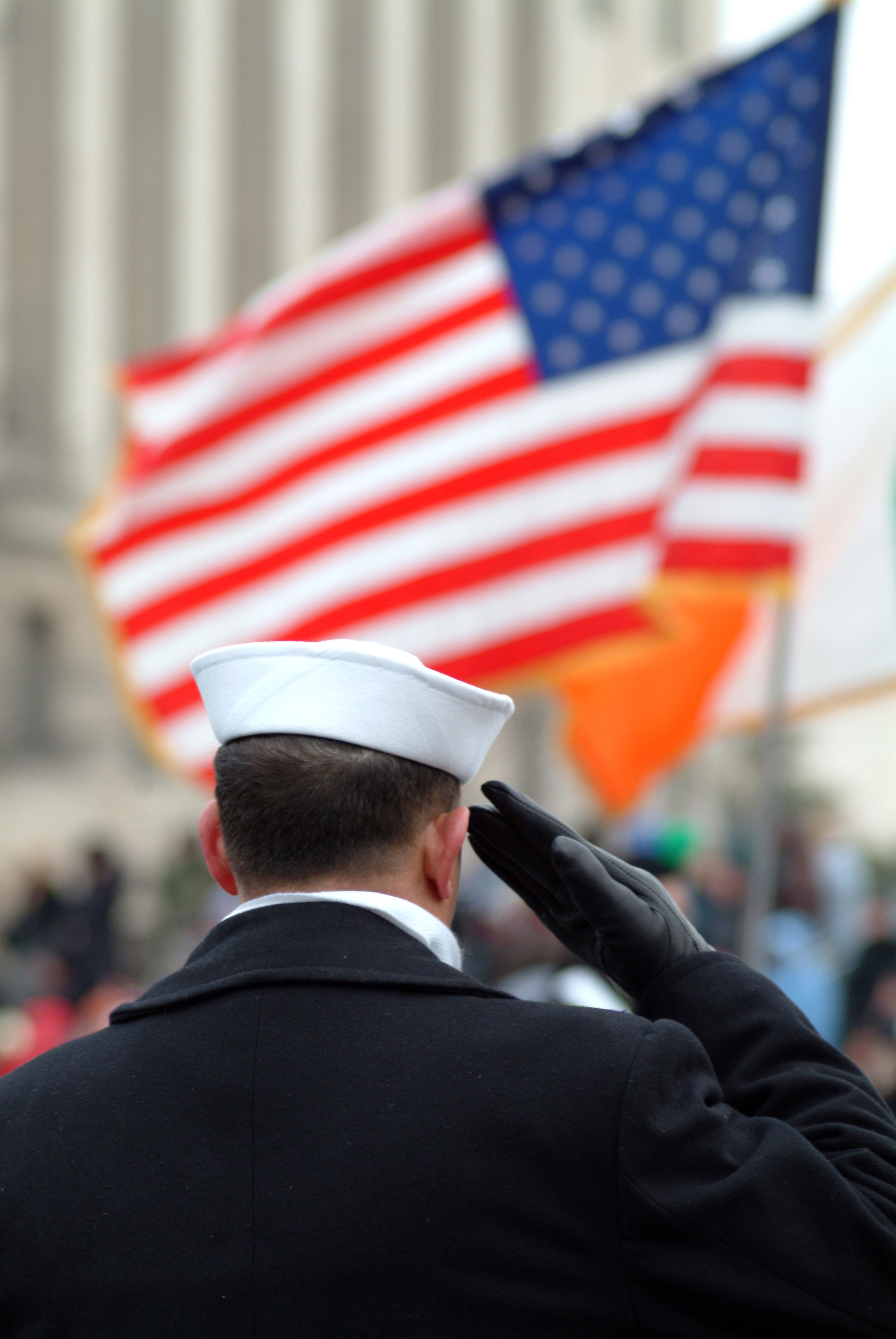
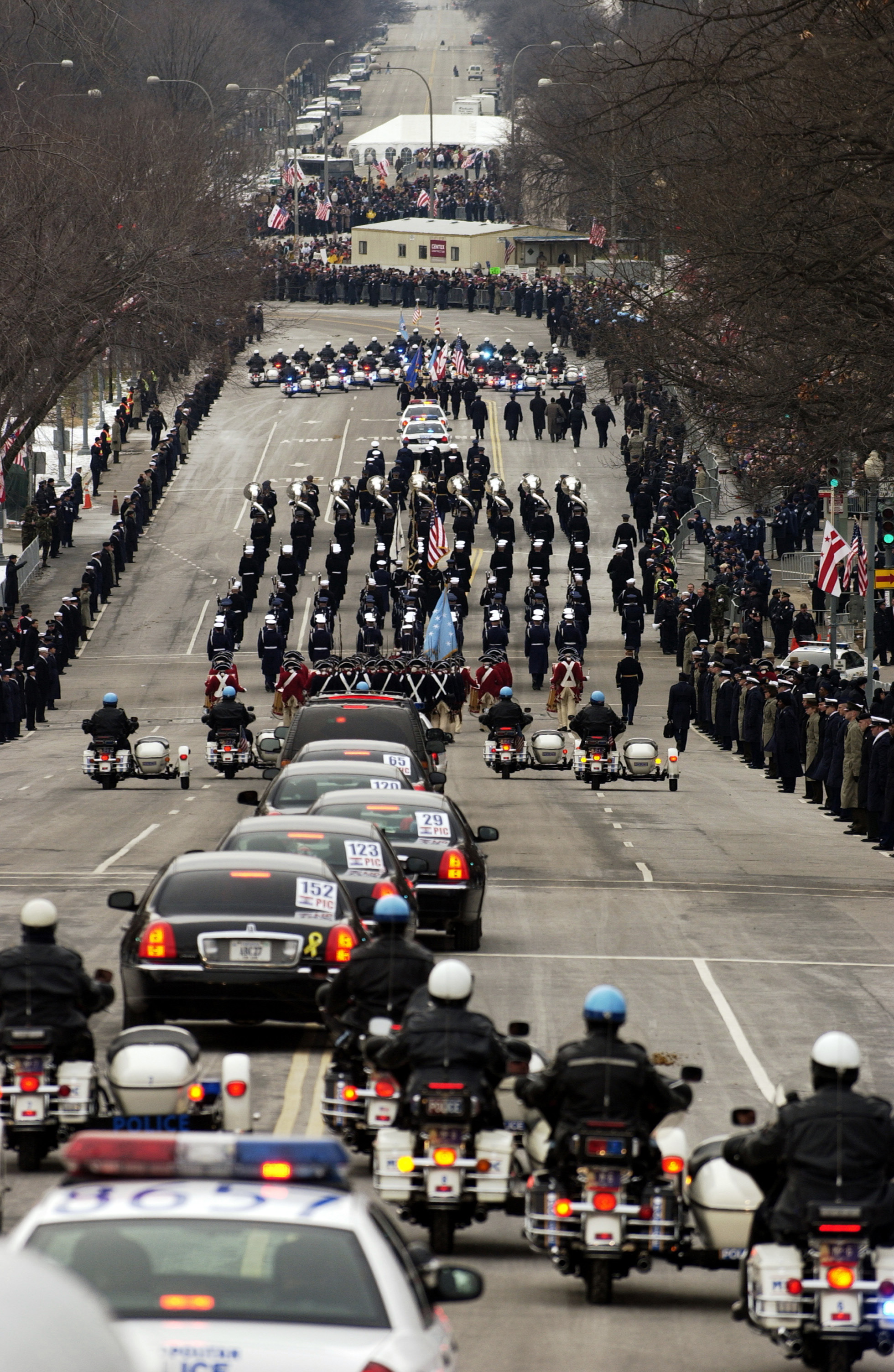
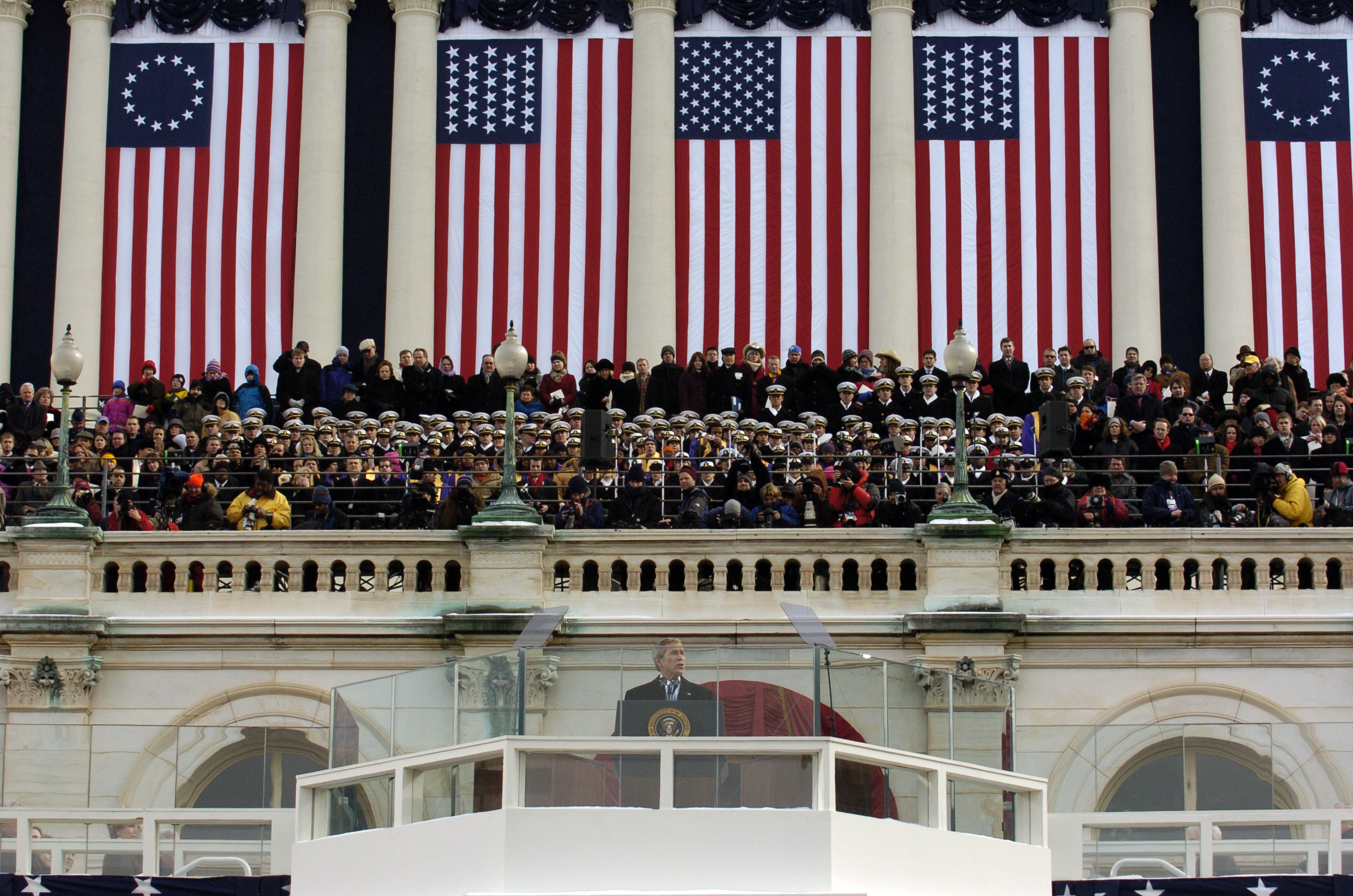
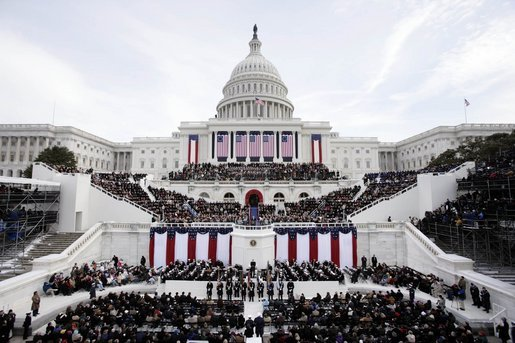
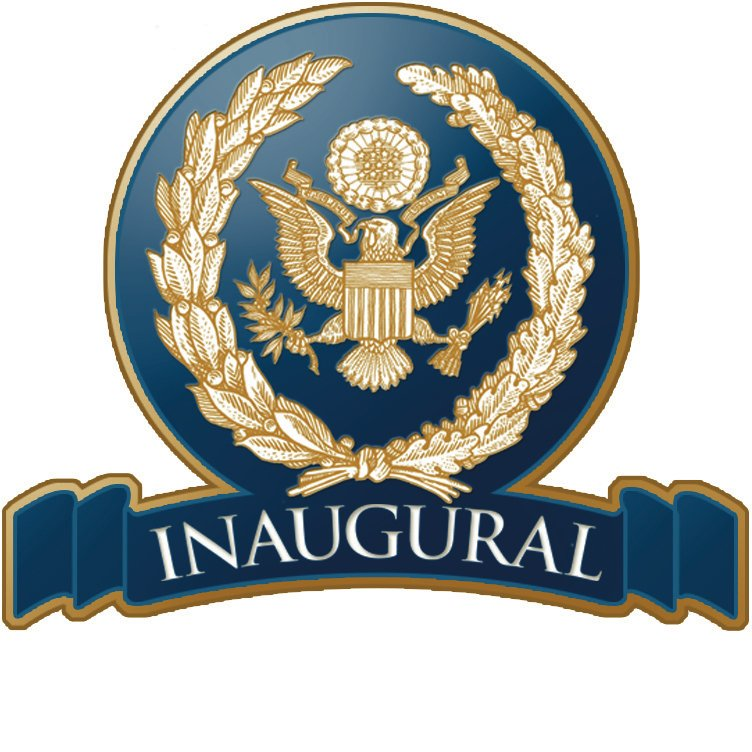